# Aquedotto pugliese
Der Aquedotto pugliese (auch Acquedotto Pugliese, deutsch der „Apulische Aquädukt“) ist eine Wasserleitung, die große Teile der Italienischen Region Apulien und kleine Bereiche Kampaniens mit Trinkwasser versorgt. Der apulische Aquädukt ist der größte Europas. 
Apulien war an der Oberfläche schon immer extrem wasserarm. Unterirdisch haben sich die versickernden Niederschläge zu mächtigen Grundwasservorräten angestaut. Allerdings zapften die Apulier dieses natürliche Reservoir mittels Artesischer Brunnen schon früh an. Die Versorgung mit Grundwasser erwies sich bereits in der Römerzeit als ungenügend (worüber auch Horaz schrieb) und Apulien war über Jahrhunderte Wassernotstandsgebiet.
Erst König Ferdinand II., der von Neapel aus regierte, machte sich Mitte des 19. Jahrhunderts Gedanken über eine Verbesserung der Wasserversorgung. Der apulische Wasserbauingenieur Camillo Rosalba entwickelte im 1867 frisch vereinigten Königreich Italien den Plan zur Lösung des Wasserproblems. Knapp 40 Jahre später begann die italienische Regierung mit der Realisierung des Aquedotto pugliese. Das Jahrhundertwerk sah die Kanalisierung der Sele-Quelle vor, die zu Kampanien gehörte. Im Jahr 1914 erreichte der etwa drei Meter breite und 250 km lange unterirdische Hauptkanal die Stadt Bari. In den folgenden Jahrzehnten verzweigte sich das Leitungssystem. Es versorgt etwa 330 Gemeinden und endete noch vor dem Zweiten Weltkrieg im Zielort Santa Maria di Leuca. Damit hatte Apulien sein Wasserproblem für vier Jahrzehnte gelöst. Der steigende Wasserbedarf machte in den 1950er Jahren eine Erhöhung der Durchlaufmenge notwendig. Das Anzapfen der benachbarte Calore-Quelle blieb indes ohne Wirkung. Außerdem wurde der mittlerweile fast 50 Jahre alte Aquedotto immer reparaturbedürftiger. Neue Strategien richteten sich auf den Bau von Deichen und Staudämmen. Der Stausee von Occhito an der Grenze zu Molise geriet zum größten Stauprojekt Apuliens. Die Wasserversorgungsperspektive reicht jetzt bis 2015. 

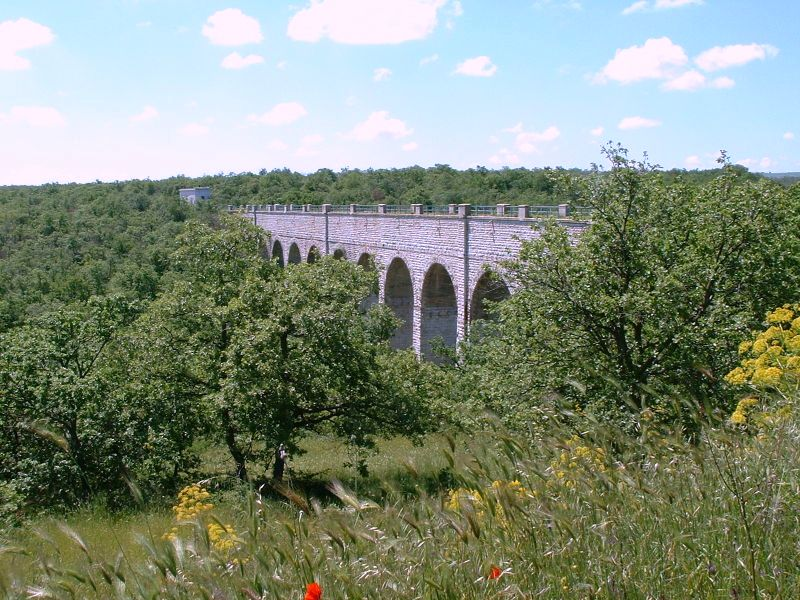
Teil der Wasserleitung
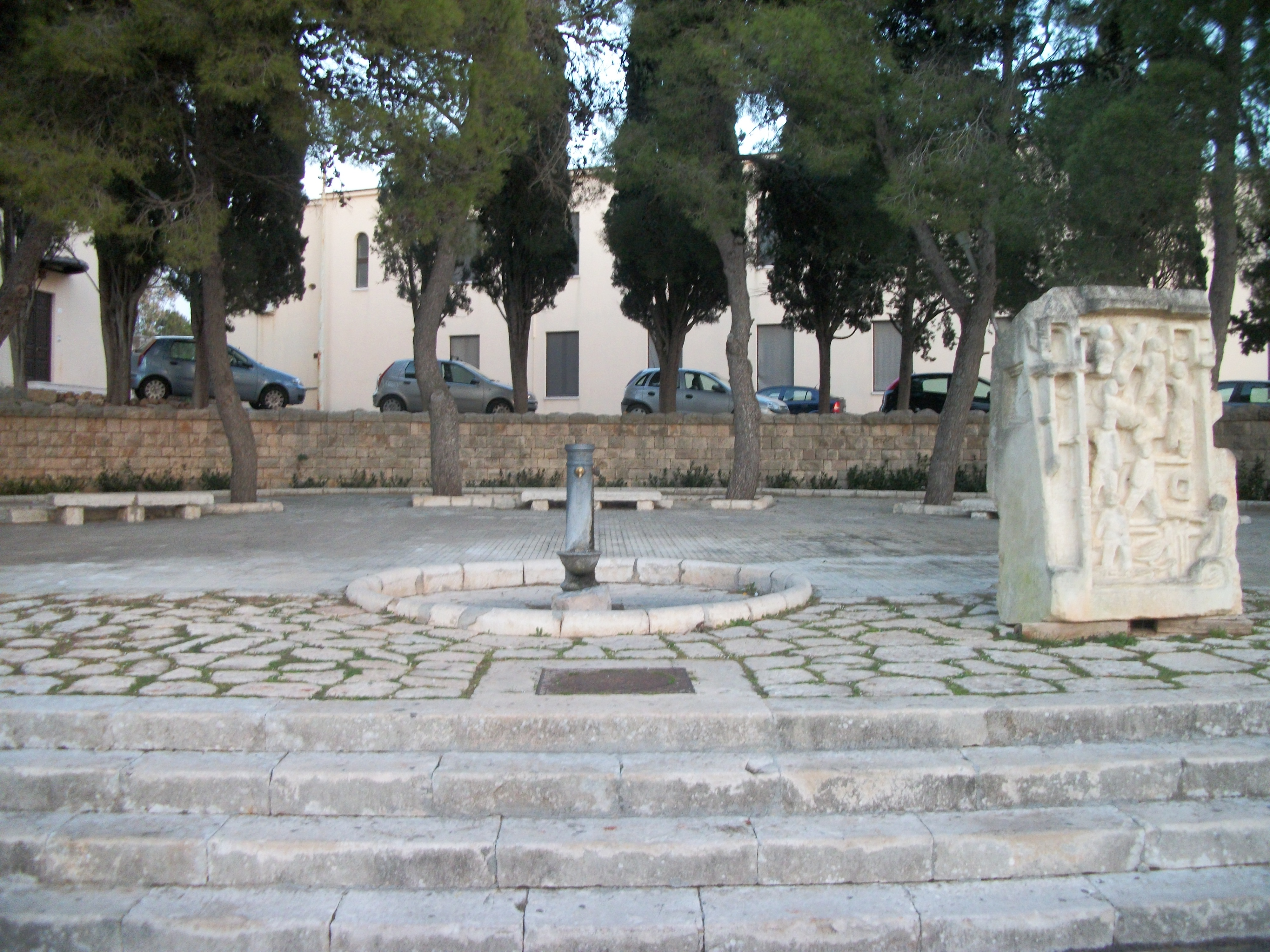
Der Brunnen am Ende der Wasserleitung
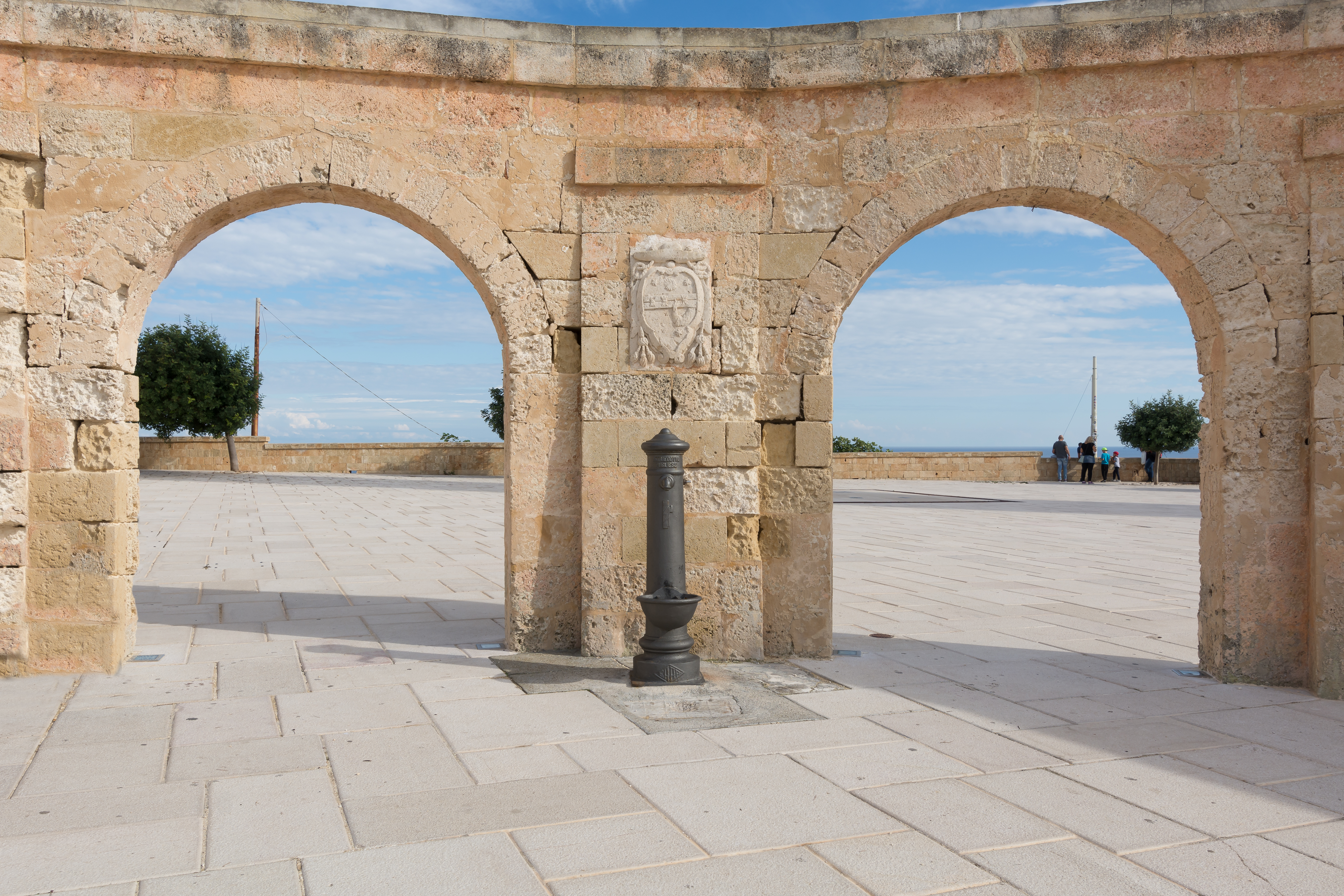
Der südlichste Brunnen am Kap von Santa Maria di Leuca
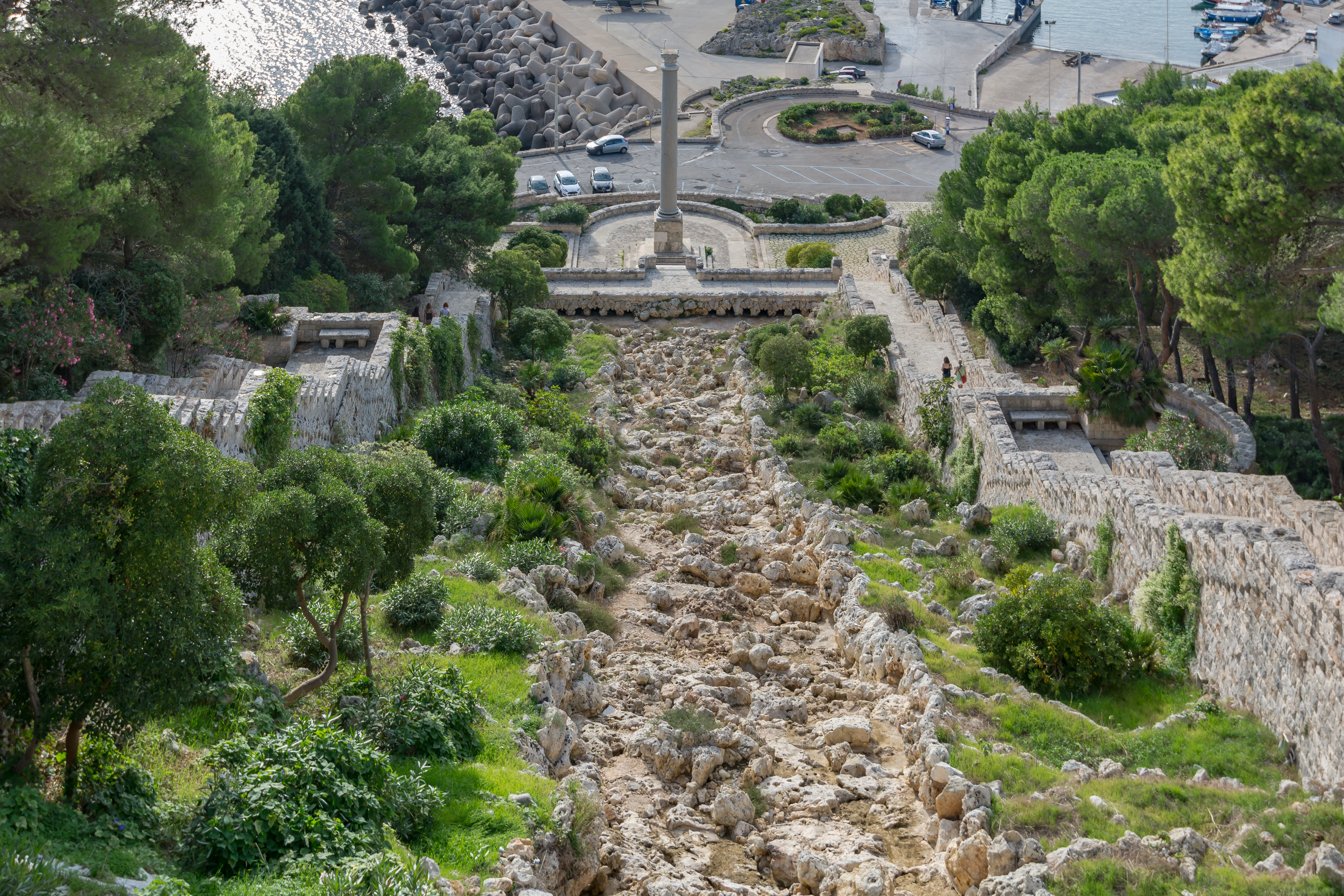
Der Überlauf des Aquädukts in Santa Maria di Leuca